# Melipotis
Melipotis is een geslacht van vlinders van de familie spinneruilen (Erebidae).

## Soorten
- M. acontioides Guenée, 1852
- M. agrotoides Walker, 1857
- M. albiterminalis Draudt & Gaede, 1944
- M. amphix (Cramer, 1777)
- M. cellaris Guenée, 1852
- M. comprehendens Walker, 1857
- M. contorta Guenée, 1852
- M. decreta Walker, 1857
- M. euryphaea Hampson, 1926
- M. evelina Butler, 1898
- M. famelica Guenée, 1852
- M. fasciolaris Hübner, 1823
- M. goniosema Hampson, 1926
- M. grandidieri (Viette, 1968)
- M. gubernata Walker, 1857
- M. harrisoni Schaus, 1923
- M. imparallela Guenée, 1852
- M. indomita Walker, 1857
- M. januaris Guenée, 1852
- M. jucunda Hübner, 1818
- M. leucomelana Herrich-Schäffer, 1869
- M. lucigera Walker, 1857
- M. mimica (Gaede, 1939)
- M. mosca Dyar, 1910
- M. nigrobasis Guenée, 1852

- M. novanda Guenée, 1852
- M. obliquivia Hampson, 1926
- M. ochrodes Guenée, 1852
- M. perpendicularis Guenée, 1852
- M. prolata Walker, 1857
- M. prunescens Hampson, 1926
- M. punctifinis Hampson, 1926
- M. roseata Draudt & Gaede, 1944
- M. separata Walker, 1858
- M. simplex Möschler
- M. strigifera Walker, 1857
- M. striolaris Herrich-Schäffer, 1869
- M. tenella Edwards, 1881
- M. trujillensis Dognin, 1912
- M. tucumanensis Dognin, 1912
- M. voeltzkowi (Viette, 1965)
- M. walkeri Butler, 1892